# Szun Pin
Szun Pin (Sun Bin) kínai hadvezér a Hadakozó fejedelemségek idején, a Szun Pin ping-fa (Sun Bin bingfa) (孫臏兵法) („A hadviselés szabályai”) című hadtudományos kézikönyv szerzője. Nem keverendő össze egyik ősével, az egy évszázaddal korábban élt Szun-ce (Sunzi)val, akinek a neve alatt egy ugyanilyen címet viselő hadtudományos, stratégiával kapcsolatos művet tartanak számon.

## Kora
Szun Pin (Sun Bin) a Hadakozó fejedelemségek középső korszakában élt, amikor a fejedelemségek politikai megmaradásukért vívtak fegyveres harcokat egymással. Az egymással rivalizáló fejedelemségek közül Vej (Wei) fejlődött a legdinamikusabban, ő vált a legerősebbé mindközül. Wei hegemóniája megkérdőjelezhetetlen volt a Közép-Kínában, olyan hatalommal, amelyre korábban nem volt példa. Miközben állandó fenyegette Han és Csao (Zhao) államokat, több ízben csapást mért Csin (Qin)re, Csu (Chu)ra, Csi (Qi)re és más kisebb fejedelemségekre, hatalmas területeiket bekebelezve. Vej (Wei) trónjára i. e. 370-ben Huj (Hui) király léphetett, aki országa valamennyi szomszédja ellen háborút viselt, még több ellenséget szerezve magának. Szövetségre lépett azzal a Han és Csao (Zhao) fejedelemséggel, akikkel korábban a Cin (Jin) államot alkották. Vej (Wei) tekintélye és hatalma ahhoz is elég volt, hogy ne csupán e két szövetségese tartsa fenn vele jó viszonyát, de a többiek is igyekeztek közeledni felé. i. e. 356-ban még egy liga is létrejött, amely célja egyértelműen a keleti Csi (Qi) fejedelemség megtörése volt. A ligát alkotó államok szomszédjainak azonban ez nem állt érdekében, hiszen attól tartottak, hogy a hajdani erős Cin (Jin) újjáéled, ezért minden eszközzel azon voltak, hogy a ligában szövetkezett államokat szétszakítsák egymástól. Végül a ligán belüli ellentétek és a külső nyomás hatására megroppanni látszott Vej (Wei) presztízse, csupán Han maradt hozzá továbbra is hűséges.

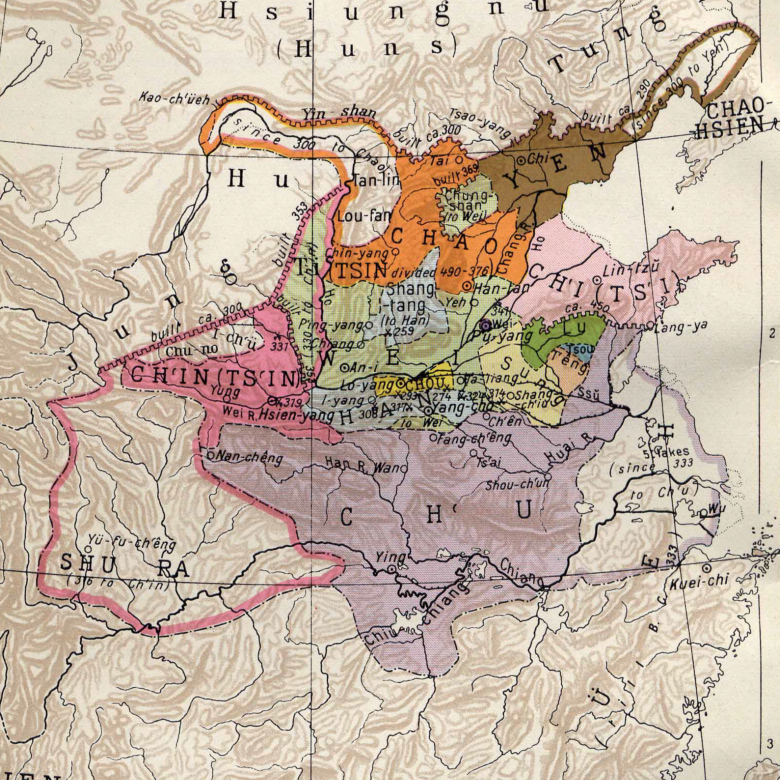
A Hadakozó fejedelemségek i. e. 350 körül

Ebben az időszakban már csupán két fejedelemség volt elég erős ahhoz, hogy Közép-Kína sorsát eldöntse. A nyugati Csin (Qin) és a keleti Csi (Qi) nézett egymással farkasszemet. Csi (Qi) erejét leginkább Vej (Wei) királynak köszönhette, aki i. e. 357-ben lépett a fejedelemség trónjára. Bölcs uralkodóként maga köré gyűjtötte a legtehetségesebb tanácsadókat, akik segítségével reformokat vezetett be a kormányzati politikába, a gazdaságba és a hadseregbe egyaránt. Vej (Wei) és Han fejedelemség dolgát megnehezített, hogy a liga felbomlását követően Csi (Qi) befolyása folyamatos növekedett a térségbe. Az egyre erősödő állam ellen kénytelenek voltak Csin (Qin)nel szövetségre lépni i. e. 350-ben. A következő évben átengedték területeiken a Csi (Qi) ellen vonuló seregeket. Ám ez a szövetség is gyorsan felbomlott, amikor Han a meggyöngült Vej (Wei) fejedelemséggel szemben fegyveresen lépett fel. Csi (Qi) örömmel szemlélte a riválisai közt kibontakozó feszültséget, és mihelyt lehetősége nyílt rá katonai segítséggel sietett Han védelmére Vej (Wei)jel szemben. A küzdelem Vej (Wei) vereségével zárult, akinek hatalma ezzel végleg megtört.

## Élete
A Szun (Sun) nemzetség eredetileg a nagy és hatalmas Csi (Qi) államból származott, valamikor az i. e. 6. század közepe táján. Családja férfi tagjai hagyományosan a hadviseléssel, katonai dolgokkal foglalkoztak. Ősei között találjuk azt a Szun Vu (Sun Wu)t is, akinek a nevéhez a Szun-ce ping-fa (Sunzi bingfa) („A hadviselés szabályai”) című 13 fejezetes hadtudományos kézikönyv is köthető.

### A korai évek
A fiatal Szun Pin (Sun Bin) a veszélyes időszakban, minden bizonnyal embert próbáló eseményeket élt át. Országát, ahol gyermekkorát és ifjúságát élte, Vej (Wei), Han, Csao (Zhao), Jen (Yan) és a többi fejedelemség állandó betörésekkel fenyegette, így első kézből volt alkalma szembesülni a háborúk borzalmaival, és az állandó hadi készültség szükségével. Ebben a bizonytalan, veszélyes időszakban Szun Pin (Sun Bin), akárcsak akkoriban valamennyi fiatal, aki tanulni vágyott, elhagyta otthonát, szülőföldjét, és a hagyomány szerint ő is a hegyek közé vonult, ahol Kuj-ku-ce (Guiguzi)val, az „Ördögvölgyi mesterrel” tanult. Szu Csin (Su Qin) és Csang Ji (Zhang Yi) életrajzaiból tudjuk, hogy ők is a titokzatos Ördögvölgyi mester tanítványai voltak. Azért különösen fontos megemlíteni, hogy ők azok, akiket a Csin (Qin) elleni ún. „vertikális szövetség”, és a Csu (Chu) elleni ún. „horizontális szövetség” kidolgozóinak tartanak.
A történetíró feljegyzéseiben az olvasható, hogy Szun Pin (Sun Bin) valahol a Csi (Qi) államban található O (E) és Csüen (Juan) városok között született, több mint egy évszázaddal a legendás Szun Vu (Sun Wu), az első Szun-ce (Sunzi), azaz Szun (Sun) mester halála után, sőt magának a nagy stratégának kései leszármazottja is volt.

### Büntetése
Szun Pin (Sun Bin) neve tulajdonképpen beszélőnév, hiszen a nagy hadvezér személyes tragédiájára utal. A pin (bin) írásjegy egyik jelentése: „térdkalács”, azonban jelenti a lábak térdből történő eltávolítását is, amelyet Szun Pin (Sun Bin) korában csonkításos büntetésként használtak. Világosan látszik, hogy Szun Pin (Sun Bin) nevét, a történeti írásokban is feljegyzett büntetéséről kapta, amelyet a vele egyidős, egykori diáktársa, Pang Csüan (Pang Juan) 龐涓 ármánykodása miatt volt kénytelen elszenvedni:
„Szun Pin (Sun Bin) Pang Csüan (Pang Juan)nal együtt tanulta a hadművészetet. Pang Csüan (Pang Juan) amikor Vej (Wei)ben szolgált, Huj (Hui) fejedelem kinevezte tábornokká, de jól tudta magáról, hogy tehetsége nem mérhető a Szun Pin (Sun Bin)éhez. Majd titokban egy futárral magához hívatta Szun Pin (Sun Bin)t. Mikor Szun Pin (Sun Bin) megérkezett Pang Csüan (Pang Juan) attól félve, hogy érdemeivel különbnek bizonyul nálánál, féltékenységében azzal büntette, hogy levágatta mindkét lábát, és billogot égetett arcára, el akarta őt rejteni, hogy ne is mutatkozzon.”
Noha Pang Csüan (Pang Juan) első támadása Szun Pin (Sun Bin) ellen sikeres volt, hiszen elmozdította Vej (Wei)béli hivatalából őt, ám mégis végzetes hibát követett el azzal, hogy alábecsülte leleményes ellenségét. A csonkításos büntetés az egyént nem csupán kirekesztette a társadalomból azzal, hogy bűnözőnek minősítették, de ráadásul még őseire is szégyent hozott. Aki temetésekor nem rendelkezett teste valamennyi porcikájával, az nem tett eleget a gyermeki szeretet, a szülő tisztelet törvényének. Az ilyen személyt tehát még életében kirekesztették a közösség társadalmi és vallási tevékenységeiből, és magányos szolgai munkára, vagy még ennél alantasabb munkára osztották be. Így aztán Pang Csüan (Pang Juan) még csak nem is sejthette, hogy Szun Pin (Sun Bin), akivel sikerült így elbánnia, esetleg egy rivális ország szolgálatába állíthatja stratégiai tehetségét. Fogyatékossága ellenére, Szun Pin (Sun Bin) katonai karrierje nem rekedt meg:
„Egyszer egy Csi (Qi)beli követ érkezett Liangba (a mai Kajfeng (Kaifeng)). Szun Pin (Sun Bin) büntetése miatt csak titokban találkozhatott és beszélhetett vele. A Csi (Qi)beli követ rendkívüli tehetségnek tartotta őt, ezért titokban Csi (Qi)be csempészte. Csi (Qi) tábornoka, Tien Csi (Tian Ji) is nagyra becsülte és vendégnek kijáró tisztelettel fogadta.”

### Csi(Qi)fejedelemség szolgálatában
Ahogyan Pang Csüan (Pang Juan) vált Szun Pin (Sun Bin) legádázabb ellenségévé, úgy vált Tien Csi (Tian Ji) az ő legközelebbi barátjává és pártfogójává. A Szun Pin (Sun Bin) és Tien Csi (Tian) közötti együttműködésről a korszak eseményeit tárgyaló történeti följegyzések tudósítanak. Kettejük szövetsége különösen szoros volt a Vej (Wei) elleni hadjáratban, amikor is Csi (Qi) katonai segítséget nyújtott Csao (Zhao)nak i. e. 354-ben. Noha Tien Csi (Tian)t száműzték Csi (Q)ből, Hszüan (Xuan) király azonban visszahelyezte őt korábbi tisztségébe, hogy a Csi (Qi) seregeket ő vezesse a Malingnál vívott harcba, Kr. e. 341-ben. Vej (Wei) hadseregével megtámadta Csao (Zhao)t. Pang Csüan (Pang Juan) a nyolcvanezer fős Vej (Wei) sereg élén ostrom alá vette Csao (Zhao) fővárosát, Hatan (Handan)t. Csao (Zhao) segítséget kért Csi (Qi)től, amit Vej (Wei) király meg is ígért. Csakhogy Vej (Wei) fejedelemség katonai erejétől tartva, csupán egy kisebb különítmény bevetésével szeretett volna kockázatot vállalni, amelyet két kisebb fejedelemség, Szung (Song) és Vej (Wei) erőivel szövetségbe küldött ki. Amikor Csi (Qi) Szung (Song) és Vej (Wei) fejedelemség erőivel egyesült serege ostrom alá vette Hszialing (Xiangling)et, Vej (Wei) fejedelemség délkeleti határvidékén, Vej (Wei) serege több mint egy esztendő után, a végső győzelem előtt alig valamivel felhagyott Hantan (Handan) ostromával. Ekkor azonban nyugatról és dél felől Csi (Qi) és Csu (Chu) seregei is megindultak Vej (Wei) ellen kihasználva annak egyre apadó tartalékait. I. e. 354-ben Csi (Qi) uralkodója, Vej (Wei) király pedig kiadta a parancsot csapatainak az ütközetre, amely elsöprő győzelmükkel zárult.
A Történeti följegyzésekben, Szun Pin (Sun Bin) életrajzában hosszú leírását olvashatjuk a kb. i. e. 341-ben, Malingnál vívott háborúnak is. A történeti dokumentumok számottevő mennyiségének dacára, a Szun Pin (Sun Bin): A hadviselés szabályainak nem oly rég előkerült példányának első fejezete, amely a Pang Csüan (Pang Juan) foglyul ejtése címet viseli, részletes leírását adja a kujling (guiling)i hadjáratnak, bizonyos kérdéseket vet fel a kujling (guiling)i és malingi hadjáratra vonatkozó más történeti följegyzések hitelességével kapcsolatban, különös tekintettel a Vej (Wei) hadsereg tábornokának kilétére és sorsára ebben a két ütközetben.
A Szun Pin (Sun Bin): A hadviselés szabályainak megfelelő részleteit tanulmányozva, az eddig ismert időpont helytelennek látszik, hiszen a mű azt korábbra helyezik. Valóban, ha összevetjük, a kujling (guiling)i és a malingi hadjáratra vonatkozó különböző hivatkozásokat A történeti följegyzésekben, A hadakozó fejedelemségek intrikáiban, valamint Szun Pin (Sun Bin) művében, akkor viszonylag határozottan kijelenthetjük, hogy mindkét alkalommal Tien Csi (Tian) és Szun Pin (Sun Bin) vezette a Csi (Qi) seregeket. A Vej (Wei) oldalon pedig, a kujling (guiling)i ütközetkor Pang Csüan (Pang Juan) volt a hadvezér, de a Csi (Qi) sereg elfogta. Mintegy tizenhárom évvel később a tapasztalatlan és szerencsétlen csillagzat alatt született Vej (Wei)beli Sen (Shen) herceg vezette a Vej (Wei) seregeket, ám Tien Csi (Tian) és Szun Pin (Sun Bin) őt is foglyul ejtette Malingnál. A hadakozó fejedelemségek intrikái egy tapasztalatlan fiatalemberként mutatja be Sen (Shen) herceget, már amennyiben csakugyan ő volt az, akit Pang Csüan (Pang Juan) kísért. Hasonlóképpen számolnak be róla A történeti följegyzéseknek és A hadakozó fejedelemségek intrikáinak más részei is. Azok a tudósok, akik azon a nézeten vannak, hogy Pang Csüan (Pang Juan) és Sen (Shen) herceg együtt vettek részt, ugyanabban az ütközetben, Szun Pin (Sun Bin) művének a negyedik fejezetében olvasható részlettel támasztják alá véleményüket: „Ezt (a taktikát) használtam akkor, amikor legyőztem Pang Csüan (Pang Juan)t, és amikor rabul ejtettem Sen (Shen) herceget.” Ámbár, meg kell jegyezni, hogy mivel Szun Pin (Sun Bin) mindkét ütközetben, Kujiling (Guiling)nál és Malingnál egyaránt jelen volt, lehetséges, hogy arra a taktikára hivatkozik, amelyet két hadjárat során alkalmazott, nevezetesen az ellenség fővárosa ellen nyomulni, és így szabadítani meg az ostrom alól a szövetséges államot, mivel a támadó kénytelen erőivel visszavonulni saját területének védelmére. Ez a taktika, amelyet először a kujling (guiling)i ütközetben használtak, majd azt követően a malingiban a kínai irodalom, és ami még fontosabb a katonai stratégia egyik klasszikus fogásává vált, amelyet úgy emlegetnek, hogy „Vej (Wei) bekerítésével megmenteni Csao (Zhao)t” (vej Vej csiu Csao (wei Wei jiu Zhao) 围魏救赵 / 圍魏救趙).
A Szun Pin (Sun Bin) és Tien Csi (Tian Ji) közötti barátság oly szoros volt, hogy úgy tűnik Szun Pin (Sun Bin) a nehéz esztendőkben is Tien Csi (Tian Ji) mellett maradt, még akkor is ez feltételezhető, ha róla külön nem emlékezik meg a történeti irodalom. A 341-es, malingi csatát követően Szun Pin (Sun Bin)t és Tien Csi (Tian Ji)t is szem elől veszítjük, további sorsukról, a források hiányában semmit nem tudunk.

## Műve
Szun Pin (Sun Bin) művét, A hadviselés szabályai (Szun Pin ping-fa (Sun Bin bingfa)) című hadtudományos értekezést, majd kétezer évig elveszettnek hitték. 1972 áprilisában a Santung (Shandong) tartománybeli Linji (Linyi)nél található Jincsüesan (Yinjueshan) közelében feltárt sírkomplexum egyikében – amely a Nyugati Han-dinasztia idején, feltehetően i. e. 134. és i. e. l18. között került lezárásra – számos tárgyi lelet (edények, fegyverek stb.) és más, már ismert hadtudományos mű mellett 364 bambuszcsík is előkerült, melyről ott helyben megállapítást nyert, hogy a rajta olvasható több mint 11 000 írásjegy Szun Pin (Sun Bin) elveszettnek hitt művét tartalmazza. Az erősen töredékes szöveg rekonstrukciója során az első, legfőbb problémát az okozta, hogy a műről eddig azt hitték, hogy valamikor 89 fejezetből állt, az előkerült töredékekből azonban összesen csak 30 fejezetet lehetett többé-kevésbé rekonstruálni. A kötetekbe sorolást a tudósok önkényesen hajtották végre, hiszen a fellelt anyag erre semmiféle utalást nem tartalmazott. A hajdani 4 kötet helyet csupán 2 kötetet különítettek el. A felosztás alapja pedig az lett, hogy az első kötetbe sorolt 15 fejezet mindegyike a „Szun-ce (Sunzi) mondotta” bevezetéssel kezdődik, és Szun-ce (Sunzi) neve mindegyik fejezetben megjelenik, míg a második kötetbe sorolt 15 fejezet egyike sem tartalmazza a Szun-ce (Sunzi) nevet. A későbbi kiadások kínai szerkesztői általánosan azt az álláspontot fogadták el, hogy csupán Az első kötet tartalmazta 15 fejezet tekinthető a Szun Pin (Sun Bin) ping-fa (bingfa) részének. Ezt a 15 fejezetet kiegészítették egy 16. fejezettel, amelyet szintén a Szun Pin (Sun Bin) ping-fa (bingfa)t is tartalmazó sírban találtak, azonban egyetlen ismert mű részeként sem tudták azonosítani.
A mű történetileg legizgalmasabb és legértékesebb része az első fejezet, amely a Kujling (Guiling)nál és a Malingnál vívott csatákat meséli el, mindkettőt történeti aspektusból és párbeszédes formában feldolgozva.
A Szun Pin (Sun Bin) ping-fa (bingfa) filológia vizsgálatai a mai napig is tartanak. A világ legtöbb nyelvére lefordították. Magyarul A háború művészete címen Tokaji Zsolt tolmácsolásában olvasható.

## Szun Pin(Sun Bin)a kínai panteonban
Szun Pin (Sun Bin) a csizmadiák, vargák és szíjgyártók védőistene a késői kínai mitológiában. Ez arra az eseményre vezethető vissza, hogy Szun Pin (Sun Bin)t riválisa koholt vádjai miatt térdből történő csonkolással büntették. A legenda tudni véli, hogy Szun Pin (Sun Bin) később bőrcsizmát csinált magának (afféle bőrből készített műlábat) és kocsin (afféle tolószéken) követte a sereget. Más változat szerint, mivel nehezen tudott lóra szállni, ő nevéhez fűződik a nyereg feltalálása is. Magas szárú csizmában, mankókkal ábrázolják.

## Hatása
- A Szun Pin Ököl (Sun Bin Ököl) vagy Szun Pin (Sun Bin) ökle (Szun Pin csüan (Sun Bin quan) 孙膑拳/孫臏拳) néven ismert egy hagyományos kínai kungfu stílus, amely a hosszú ököl irányzatok közé tartozik.[15]
- Szun Pin (Sun Bin) egyike annak a 32 történeti figurának, akinek karaktere megjelenik A három királyság regényes története XI (Romance of the Three Kingdoms XI) című videójátékban.[16]

## Magyarul
- A háború művészete; ford., jegyz. Tokaji Zsolt, kalligráfia Gao Xue Hai; Szukits, Szeged, 2003